# Кукуївка (Курський район)
Кукуївка (рос. Кукуевка) — присілок в Курському районі Курської області Російської Федерації.
Населення становить 374 особи. Входить до складу муніципального утворення Новопоселенівська сільрада.

## Історія
Населений пункт розташований на території українського етнічного та культурного краю Східна Слобожанщина.
Від 2004 року входить до складу муніципального утворення Новопоселенівська сільрада.

## Населення
| 2002 | 2010 |
| ---- | ---- |
| 393  | ↘374 |